# Llista de topònims d'Alpens
Llista de topònims (noms propis de lloc) del municipi d'Alpens, al Lluçanès
Informació actualitzada per un bot. Els canvis manuals es perdran quan s'actualitzi!

## carrer
| imatge | Nom             | Ubicat a | instància de | Detalls                                                       | coordenades                                                                | Protecció                                  | Commons (més fotos) | Dades a WD                    |
| ------ | --------------- | -------- | ------------ | ------------------------------------------------------------- | -------------------------------------------------------------------------- | ------------------------------------------ | ------------------- | ----------------------------- |
|        | Carrer Graell   | Alpens   | carrer       | Estil: arquitectura popular 17th century                      | 42° 07′ 08″ N, 2° 06′ 00″ E / 42.11894°N,2.1001°E ca:C. Graell 847 msnm    | bé integrant del patrimoni cultural català |                     | Modifica les dades a Wikidata |
|        | Carrer Planes   | Alpens   | carrer       | Estil: arquitectura barroca arquitectura popular 17th century | 42° 07′ 05″ N, 2° 06′ 06″ E / 42.11793°N,2.10158°E ca:C. Planes 854 msnm   | bé integrant del patrimoni cultural català |                     | Modifica les dades a Wikidata |
|        | Carrer Rectoria | Alpens   | carrer       | Estil: arquitectura popular 18th century                      | 42° 07′ 09″ N, 2° 06′ 02″ E / 42.11912°N,2.10064°E ca:C. Rectoria 856 msnm | bé integrant del patrimoni cultural català |                     | Modifica les dades a Wikidata |
|        | carrer de Dalt  | Alpens   | carrer       | Estil: arquitectura barroca arquitectura popular 17th century | 42° 07′ 12″ N, 2° 06′ 05″ E / 42.12012°N,2.10132°E ca:C. de Dalt 865 msnm  | bé integrant del patrimoni cultural català |                     | Modifica les dades a Wikidata |

## casa
| imatge | Nom         | Ubicat a | instància de | Detalls                                  | coordenades | Protecció                                  | Commons (més fotos)  | Dades a WD                    |
| ------ | ----------- | -------- | ------------ | ---------------------------------------- | --- | ------------------------------------------ | -------------------- | ----------------------------- |
|        | Cal Ferreró | Alpens   | casa         | Estil: arquitectura popular 17th century | 42° 07′ 09″ N, 2° 06′ 05″ E / 42.11911°N,2.10137°E ca:Pl. Major, 1 858 msnm                                            | bé integrant del patrimoni cultural català | Cal Ferreró (Alpens) | Modifica les dades a Wikidata |
|        | la Torre    | Alpens   | casa         | 20th century                             | 42° 07′ 10″ N, 2° 06′ 12″ E / 42.1194792499486°N,2.10334583532277°E ca:Nucli urbà. Crta. de Berga, 10. Alpens 866 msnm |                                            |                      | Modifica les dades a Wikidata |

## curs d'aigua
| imatge | Nom               | Ubicat a                               | instància de | Detalls                                | coordenades                                                                                              | Protecció | Commons (més fotos) | Dades a WD                    |
| ------ | ----------------- | -------------------------------------- | ------------ | -------------------------------------- | --- | --------- | ------------------- | ----------------------------- |
|        | Riera Gavarresa   | Osona Bages                            | curs d'aigua | Desemboca: Llobregat                   | 42° 07′ 18″ N, 2° 05′ 42″ E / 42.121789°N,2.094932°E 41° 46′ 57″ N, 1° 54′ 32″ E / 41.782522°N,1.90877°E |           | Riera Gavarresa     | Modifica les dades a Wikidata |
|        | riera de Lluçanès | Alpens Lluçà Sant Martí d'Albars Olost | curs d'aigua | Desemboca: Riera Gavarresa Llarg: 20km | 42° 08′ 29″ N, 2° 05′ 11″ E / 42.141357°N,2.086422°E 41° 58′ 35″ N, 2° 04′ 33″ E / 41.97641°N,2.075899°E |           | Riera de Lluçanès   | Modifica les dades a Wikidata |

## església
| imatge | Nom                                | Ubicat a | instància de     | Detalls                                                       | coordenades | Protecció                                  | Commons (més fotos)                | Dades a WD                    |
| ------ | ---------------------------------- | -------- | ---------------- | ------------------------------------------------------------- | --- | ------------------------------------------ | ---------------------------------- | ----------------------------- |
|        | Sant Joan del Graell               | Alpens   | església capella | 18th century                                                  | 42° 06′ 47″ N, 2° 05′ 11″ E / 42.1129967075876°N,2.08647863439784°E ca:Sector sud del terme municipal 885 msnm |                                            | Sant Joan del Graell               | Modifica les dades a Wikidata |
|        | Sant Pau del Colomer               | Alpens   | església         | Estil: arquitectura romànica 12nd century                     | 42° 06′ 23″ N, 2° 07′ 05″ E / 42.106357°N,2.117964°E ca:Ctra. BC-4654, km 12,5 a 100 m 812 msnm                | bé integrant del patrimoni cultural català |                                    | Modifica les dades a Wikidata |
|        | Sant Pere de Serrallonga           | Alpens   | església         | Estil: art preromànic arquitectura barroca 10th century       | 42° 08′ 15″ N, 2° 04′ 31″ E / 42.137588°N,2.075348°E ca:Masia de Serrallonga de Baix 1050 msnm                 | bé integrant del patrimoni cultural català | Sant Pere de Serrallonga           | Modifica les dades a Wikidata |
|        | Sant Sebastià i Sant Romà d'Alpens | Alpens   | església         | Estil: arquitectura popular 20th century                      | 42° 07′ 03″ N, 2° 06′ 19″ E / 42.117436°N,2.105411°E ca:Davant del cementiri 858 msnm                          | bé integrant del patrimoni cultural català | Sant Sebastià i Sant Romà d'Alpens | Modifica les dades a Wikidata |
|        | Santa Maria d'Alpens               | Alpens   | església         | Estil: arquitectura barroca arquitectura popular 16th century | 42° 07′ 09″ N, 2° 06′ 02″ E / 42.119245°N,2.100619°E ca:Pl. de l'Església, 4 853 msnm                          | bé integrant del patrimoni cultural català | Santa Maria d'Alpens               | Modifica les dades a Wikidata |

## font
| imatge | Nom                  | Ubicat a | instància de | Detalls | coordenades                                                                              | Protecció | Commons (més fotos) | Dades a WD                    |
| ------ | -------------------- | -------- | ------------ | ------- | ---------------------------------------------------------------------------------------- | --------- | ------------------- | ----------------------------- |
|        | Font Coloma          | Alpens   | font         |         | 42° 06′ 02″ N, 2° 07′ 33″ E / 42.10052°N,2.12594°E ca:Sector sud-est del terme municipal |           |                     | Modifica les dades a Wikidata |
|        | font Coloma          | Alpens   | font         |         | 42° 06′ 09″ N, 2° 07′ 05″ E / 42.1025801473511°N,2.11804843985438°E                      |           |                     | Modifica les dades a Wikidata |
|        | font de Serrallonga  | Alpens   | font         |         | 42° 08′ 29″ N, 2° 05′ 11″ E / 42.1412668161501°N,2.08637488904076°E                      |           |                     | Modifica les dades a Wikidata |
|        | font de la Palmerola | Alpens   | font         |         | 42° 07′ 19″ N, 2° 06′ 31″ E / 42.121927022925°N,2.1084821617939°E                        |           |                     | Modifica les dades a Wikidata |
|        | font de la Pixarella | Alpens   | font         |         | 42° 07′ 11″ N, 2° 06′ 36″ E / 42.1197025245075°N,2.11004457681946°E                      |           |                     | Modifica les dades a Wikidata |
|        | font del Cabrinetty  | Alpens   | font         |         | 42° 06′ 14″ N, 2° 07′ 05″ E / 42.10375°N,2.11809°E ca:Sector sud-est del terme municipal |           |                     | Modifica les dades a Wikidata |
|        | fontetes de Soler    | Alpens   | font         |         | 42° 08′ 17″ N, 2° 05′ 46″ E / 42.1380418533744°N,2.09615549524688°E                      |           |                     | Modifica les dades a Wikidata |

## masia
| imatge | Nom                   | Ubicat a | instància de | Detalls                                                       | coordenades | Protecció                                  | Commons (més fotos) | Dades a WD                    |
| ------ | --------------------- | -------- | ------------ | ------------------------------------------------------------- | --- | ------------------------------------------ | ------------------- | ----------------------------- |
|        | Ca l'Andri            | Alpens   | masia        |                                                               | 42° 07′ 19″ N, 2° 05′ 54″ E / 42.1218893695526°N,2.09829131260147°E                                                             |                                            |                     | Modifica les dades a Wikidata |
|        | Cal Moreu             | Alpens   | masia        | Estil: arquitectura popular 17th century                      | 42° 07′ 26″ N, 2° 05′ 45″ E / 42.123909°N,2.095883°E ca:Sector central del terme municipal                                      | bé integrant del patrimoni cultural català |                     | Modifica les dades a Wikidata |
|        | Can Cases             | Alpens   | masia        | Estil: arquitectura popular 18th century                      | 42° 07′ 46″ N, 2° 04′ 15″ E / 42.12956°N,2.07088°E ca:Sector oest del terme municipal                                           | bé integrant del patrimoni cultural català |                     | Modifica les dades a Wikidata |
|        | Casa de Fusta         | Alpens   | masia        |                                                               | 42° 07′ 22″ N, 2° 04′ 04″ E / 42.1226551379413°N,2.06789071224512°E                                                             |                                            |                     | Modifica les dades a Wikidata |
|        | Casó                  | Alpens   | masia        | Estil: arquitectura popular 17th century                      | 42° 07′ 24″ N, 2° 05′ 45″ E / 42.12347°N,2.09595°E ca:Ctra. d'Alpens a Puigcercós, km 15 903 msnm                               | bé integrant del patrimoni cultural català |                     | Modifica les dades a Wikidata |
|        | Coma Ermada           | Alpens   | masia        |                                                               | 42° 07′ 14″ N, 2° 04′ 06″ E / 42.1206596984302°N,2.06837966322204°E                                                             |                                            |                     | Modifica les dades a Wikidata |
|        | Comià                 | Alpens   | masia        | Estil: arquitectura popular 18th century                      | 42° 08′ 10″ N, 2° 04′ 05″ E / 42.1360751521689°N,2.06796013932112°E ca:Ctra. d'Alpens a Puigcercós, km 19,5 987 msnm            | bé integrant del patrimoni cultural català |                     | Modifica les dades a Wikidata |
|        | Freixenet             | Alpens   | masia        |                                                               | 42° 06′ 18″ N, 2° 07′ 19″ E / 42.10491948872°N,2.1220242849541°E                                                                |                                            |                     | Modifica les dades a Wikidata |
|        | Mas Soler             | Alpens   | masia        |                                                               | 42° 08′ 17″ N, 2° 06′ 04″ E / 42.1381581828437°N,2.10101312117579°E                                                             |                                            |                     | Modifica les dades a Wikidata |
|        | Montjuïc              | Alpens   | masia        | 18th century                                                  | 42° 07′ 19″ N, 2° 06′ 03″ E / 42.1219819165219°N,2.10090310452411°E ca:Sector central del terme municipal                       |                                            |                     | Modifica les dades a Wikidata |
|        | Pallissa del Colomer  | Alpens   | masia        | 19th century                                                  | 42° 06′ 24″ N, 2° 06′ 57″ E / 42.10672°N,2.11574°E ca:Sector sud-est del terme municipal                                        |                                            |                     | Modifica les dades a Wikidata |
|        | Petja                 | Alpens   | masia        |                                                               | 42° 07′ 15″ N, 2° 04′ 48″ E / 42.120884°N,2.08012°E                                                                             |                                            |                     | Modifica les dades a Wikidata |
|        | Serrallonga de Baix   | Alpens   | masia        | Estil: arquitectura popular 18th century                      | 42° 08′ 14″ N, 2° 04′ 36″ E / 42.13721°N,2.07677°E ca:Serrallonga 1006 msnm                                                     | bé integrant del patrimoni cultural català |                     | Modifica les dades a Wikidata |
|        | Serrallonga de Dalt   | Alpens   | masia        | Estil: arquitectura popular 18th century                      | 42° 08′ 25″ N, 2° 04′ 56″ E / 42.14026°N,2.08222°E ca:Serrallonga 1057 msnm                                                     | bé integrant del patrimoni cultural català |                     | Modifica les dades a Wikidata |
|        | Torrats               | Alpens   | masia        | Estil: arquitectura popular 17th century                      | 42° 07′ 33″ N, 2° 05′ 51″ E / 42.12595°N,2.0975°E ca:Ctra. a Borredà, km 15,5 922 msnm                                          | bé integrant del patrimoni cultural català |                     | Modifica les dades a Wikidata |
|        | el Colomer            | Alpens   | masia        | Estil: arquitectura barroca arquitectura popular 18th century | 42° 06′ 22″ N, 2° 06′ 57″ E / 42.106125°N,2.115886°E ca:Camí de la Vall al Molí, km 12 de la carretera que du a Alpens 807 msnm | bé integrant del patrimoni cultural català |                     | Modifica les dades a Wikidata |
|        | el Graell             | Alpens   | masia        | Estil: arquitectura popular 17th century                      | 42° 06′ 47″ N, 2° 05′ 07″ E / 42.113099°N,2.085356°E ca:A 3 km direcció sud-oest del nucli del poble 878 msnm                   | bé integrant del patrimoni cultural català | El Graell (Alpens)  | Modifica les dades a Wikidata |
|        | el Vilar              | Alpens   | masia        | 17th century                                                  | 42° 06′ 58″ N, 2° 06′ 33″ E / 42.11606715676°N,2.10929707018499°E ca:Sector est del terme municipal                             |                                            |                     | Modifica les dades a Wikidata |
|        | els Plans             | Alpens   | masia        | Estil: arquitectura popular 17th century                      | 42° 06′ 42″ N, 2° 04′ 09″ E / 42.111762°N,2.069143°E ca:A 3,8 km sud-est nucli Alpens 771 msnm                                  | bé integrant del patrimoni cultural català |                     | Modifica les dades a Wikidata |
|        | la Llena              | Alpens   | masia        | Estil: arquitectura popular 18th century                      | 42° 07′ 47″ N, 2° 05′ 19″ E / 42.12975°N,2.088541°E ca:BP-4654 km 17/18 trencant de la dreta 960 msnm                           | bé integrant del patrimoni cultural català |                     | Modifica les dades a Wikidata |
|        | la Vall               | Alpens   | masia        | Estil: arquitectura popular 18th century                      | 42° 06′ 49″ N, 2° 06′ 11″ E / 42.11356°N,2.10297°E ca:Ctra. B-4654, km 14 a 250 m 810 msnm                                      | bé integrant del patrimoni cultural català |                     | Modifica les dades a Wikidata |
|        | masoveria del Colomer | Alpens   | masia        |                                                               | 42° 06′ 22″ N, 2° 06′ 58″ E / 42.10611°N,2.11598°E ca:Sector sud-est del terme municipal                                        |                                            |                     | Modifica les dades a Wikidata |

## molí d'aigua
| imatge | Nom                | Ubicat a | instància de | Detalls                                  | coordenades                                                                                                | Protecció                                  | Commons (més fotos) | Dades a WD                    |
| ------ | ------------------ | -------- | ------------ | ---------------------------------------- | --- | ------------------------------------------ | ------------------- | ----------------------------- |
|        | Molí de Cerdanyons | Alpens   | molí d'aigua | Estil: arquitectura popular 19th century | 42° 06′ 19″ N, 2° 06′ 34″ E / 42.1054041963954°N,2.10937378370009°E ca:Sector nord-est del terme municipal | bé integrant del patrimoni cultural català |                     | Modifica les dades a Wikidata |
|        | Molí del Graell    | Alpens   | molí d'aigua | Estil: arquitectura popular 18th century | 42° 06′ 57″ N, 2° 04′ 39″ E / 42.11587°N,2.07758°E ca:Sector sud-oest del terme municipal                  | bé integrant del patrimoni cultural català |                     | Modifica les dades a Wikidata |

## muntanya
| imatge | Nom               | Ubicat a | instància de | Detalls | coordenades                                                                                             | Protecció | Commons (més fotos) | Dades a WD                    |
| ------ | ----------------- | -------- | ------------ | ------- | --- | --------- | ------------------- | ----------------------------- |
|        | Puigdon           | Alpens   | muntanya     |         | 42° 08′ 35″ N, 2° 05′ 34″ E / 42.14310833°N,2.09290556°E ca:Sector nord del terme municipal 1206.9 msnm |           |                     | Modifica les dades a Wikidata |
|        | Roc d'en Selles   | Alpens   | muntanya     |         | 42° 07′ 43″ N, 2° 05′ 20″ E / 42.12855556°N,2.08890833°E 946.1 msnm                                     |           |                     | Modifica les dades a Wikidata |
|        | Roca de Pena      | Alpens   | muntanya     |         | 42° 07′ 39″ N, 2° 05′ 48″ E / 42.1275°N,2.09669°E 992.5 msnm                                            |           |                     | Modifica les dades a Wikidata |
|        | Serrat de Guinard | Alpens   | muntanya     |         | 42° 06′ 27″ N, 2° 07′ 29″ E / 42.10742778°N,2.12476389°E 891.5 msnm                                     |           |                     | Modifica les dades a Wikidata |
|        | Serrat de l'Horta | Alpens   | muntanya     |         | 42° 08′ 18″ N, 2° 04′ 07″ E / 42.13825°N,2.06867528°E 981.4 msnm                                        |           |                     | Modifica les dades a Wikidata |
|        | el Pedró          | Alpens   | muntanya     |         | 42° 08′ 25″ N, 2° 04′ 34″ E / 42.14030556°N,2.07609722°E 957.7 msnm                                     |           |                     | Modifica les dades a Wikidata |

## obra escultòrica
| imatge | Nom                     | Ubicat a | instància de     | Detalls                                  | coordenades                                                                | Protecció                                  | Commons (més fotos) | Dades a WD                    |
| ------ | ----------------------- | -------- | ---------------- | ---------------------------------------- | -------------------------------------------------------------------------- | ------------------------------------------ | ------------------- | ----------------------------- |
|        | El Manelic              | Alpens   | obra escultòrica | Estil: arquitectura popular 1972         | 42° 07′ 08″ N, 2° 06′ 05″ E / 42.11902°N,2.10143°E ca:Pl. Joan Prat i Roca | bé integrant del patrimoni cultural català | El Manelic (Alpens) | Modifica les dades a Wikidata |
|        | Ferros forjats d'Alpens | Alpens   | obra escultòrica | Estil: arquitectura popular 20th century | 42° 07′ 10″ N, 2° 06′ 02″ E / 42.1194°N,2.1005°E ca:Nucli urbà             | bé integrant del patrimoni cultural català |                     | Modifica les dades a Wikidata |

## oratori
| imatge | Nom                                 | Ubicat a | instància de | Detalls                                    | coordenades                                                                                     | Protecció                                  | Commons (més fotos) | Dades a WD                    |
| ------ | ----------------------------------- | -------- | ------------ | ------------------------------------------ | ----------------------------------------------------------------------------------------------- | ------------------------------------------ | ------------------- | ----------------------------- |
|        | Pedró de Sant Antoni                | Alpens   | oratori      | Estil: arquitectura popular 19th century   | 42° 07′ 18″ N, 2° 06′ 07″ E / 42.12175°N,2.102°E ca:Sector central del terme municipal 895 msnm | bé integrant del patrimoni cultural català |                     | Modifica les dades a Wikidata |
|        | Pedró de la Mare de Déu dels Dolors | Alpens   | oratori      | Estil: arquitectura eclèctica 20th century | 42° 07′ 15″ N, 2° 05′ 57″ E / 42.12096°N,2.09914°E ca:C. Rocamonada 884 msnm                    | bé integrant del patrimoni cultural català |                     | Modifica les dades a Wikidata |

## pont
| imatge | Nom                       | Ubicat a | instància de | Detalls | coordenades                                                                                               | Protecció | Commons (més fotos) | Dades a WD                    |
| ------ | ------------------------- | -------- | ------------ | ------- | --- | --------- | ------------------- | ----------------------------- |
|        | Pont de Sant Pere         | Alpens   | pont         |         | 42° 07′ 50″ N, 2° 05′ 00″ E / 42.130614308263°N,2.08323697675878°E                                        |           |                     | Modifica les dades a Wikidata |
|        | Pont de la Vall           | Alpens   | pont         |         | 42° 06′ 43″ N, 2° 06′ 12″ E / 42.1118682856869°N,2.10327168493387°E                                       |           |                     | Modifica les dades a Wikidata |
|        | Pont del Molí del Colomer | Alpens   | pont         |         | 42° 06′ 46″ N, 2° 07′ 34″ E / 42.1127652729353°N,2.12614458999743°E ca:Sector sud-est del terme municipal |           |                     | Modifica les dades a Wikidata |
|        | el Passant de la Vila     | Alpens   | pont         |         | 42° 07′ 00″ N, 2° 05′ 43″ E / 42.1167950721545°N,2.09527887608774°E                                       |           |                     | Modifica les dades a Wikidata |

## serra
| imatge | Nom                    | Ubicat a     | instància de | Detalls | coordenades                                                         | Protecció | Commons (més fotos) | Dades a WD                    |
| ------ | ---------------------- | ------------ | ------------ | ------- | ------------------------------------------------------------------- | --------- | ------------------- | ----------------------------- |
|        | Serra dels Hespitalets | Alpens Lluçà | serra        |         | 42° 06′ 30″ N, 2° 04′ 31″ E / 42.10841667°N,2.07531944°E 856.2 msnm |           |                     | Modifica les dades a Wikidata |
|        | carena de la Llena     | Alpens       | serra        |         | 42° 08′ 13″ N, 2° 05′ 30″ E / 42.13682778°N,2.09160278°E            |           |                     | Modifica les dades a Wikidata |

## Misc
| imatge | Nom                        | Ubicat a | instància de                                                                   | Detalls                                     | coordenades                                                                                       | Protecció                                  | Commons (més fotos) | Dades a WD                    |
| ------ | -------------------------- | -------- | ------------------------------------------------------------------------------ | ------------------------------------------- | ------------------------------------------------------------------------------------------------- | ------------------------------------------ | ------------------- | ----------------------------- |
|        | Alpens                     | Alpens   | entitat singular de població capital municipal ens local històric de Catalunya | 270 hab                                     | 42° 07′ 09″ N, 2° 06′ 03″ E / 42.11918767°N,2.10093622°E 857 msnm                                 |                                            |                     | Modifica les dades a Wikidata |
|        | Escoles d'Alpens           | Alpens   | edifici                                                                        | Estil: arquitectura modernista 20th century | 42° 07′ 06″ N, 2° 06′ 05″ E / 42.118333333333°N,2.1013888888889°E ca:Carrer Placeta, 5-8 858 msnm | bé integrant del patrimoni cultural català |                     | Modifica les dades a Wikidata |
|        | Paller de la Petja         | Alpens   | pallissa                                                                       | Estil: arquitectura popular 18th century    | 42° 07′ 15″ N, 2° 04′ 48″ E / 42.120901°N,2.079994°E ca:Ctra. d'Alpens a Borredà, km 16 841 msnm  | bé integrant del patrimoni cultural català |                     | Modifica les dades a Wikidata |
|        | Plaça Major d'Alpens       | Alpens   | plaça                                                                          | Estil: arquitectura barroca 17th century    | 42° 07′ 10″ N, 2° 06′ 04″ E / 42.11934°N,2.10113°E ca:Pl. Major 860 msnm                          | bé integrant del patrimoni cultural català |                     | Modifica les dades a Wikidata |
|        | balma de la Vall           | Alpens   | balma                                                                          |                                             | 42° 06′ 53″ N, 2° 06′ 12″ E / 42.1146875380346°N,2.10330451865689°E                               |                                            |                     | Modifica les dades a Wikidata |
|        | casa consistorial d'Alpens | Alpens   | casa consistorial                                                              |                                             | 42° 07′ 09″ N, 2° 06′ 04″ E / 42.1192642°N,2.101139°E                                             |                                            |                     | Modifica les dades a Wikidata |
|        | cementiri d'Alpens         | Alpens   | cementiri                                                                      | Estil: arquitectura popular 20th century    | 42° 07′ 02″ N, 2° 06′ 20″ E / 42.11711°N,2.10555°E ca:Sector central del terme municipal 854 msnm | bé integrant del patrimoni cultural català |                     | Modifica les dades a Wikidata |
|        | el Cau del Soldat          | Alpens   | cova                                                                           |                                             | 42° 07′ 09″ N, 2° 05′ 41″ E / 42.1192503862985°N,2.09484474113166°E                               |                                            |                     | Modifica les dades a Wikidata |